# Бёрден, Альфи
А́льфред «Альфи» Бёрден (англ. Alfred "Alfie" Burden; род. 14 декабря 1976 года) — английский профессиональный игрок в снукер.

## Карьера

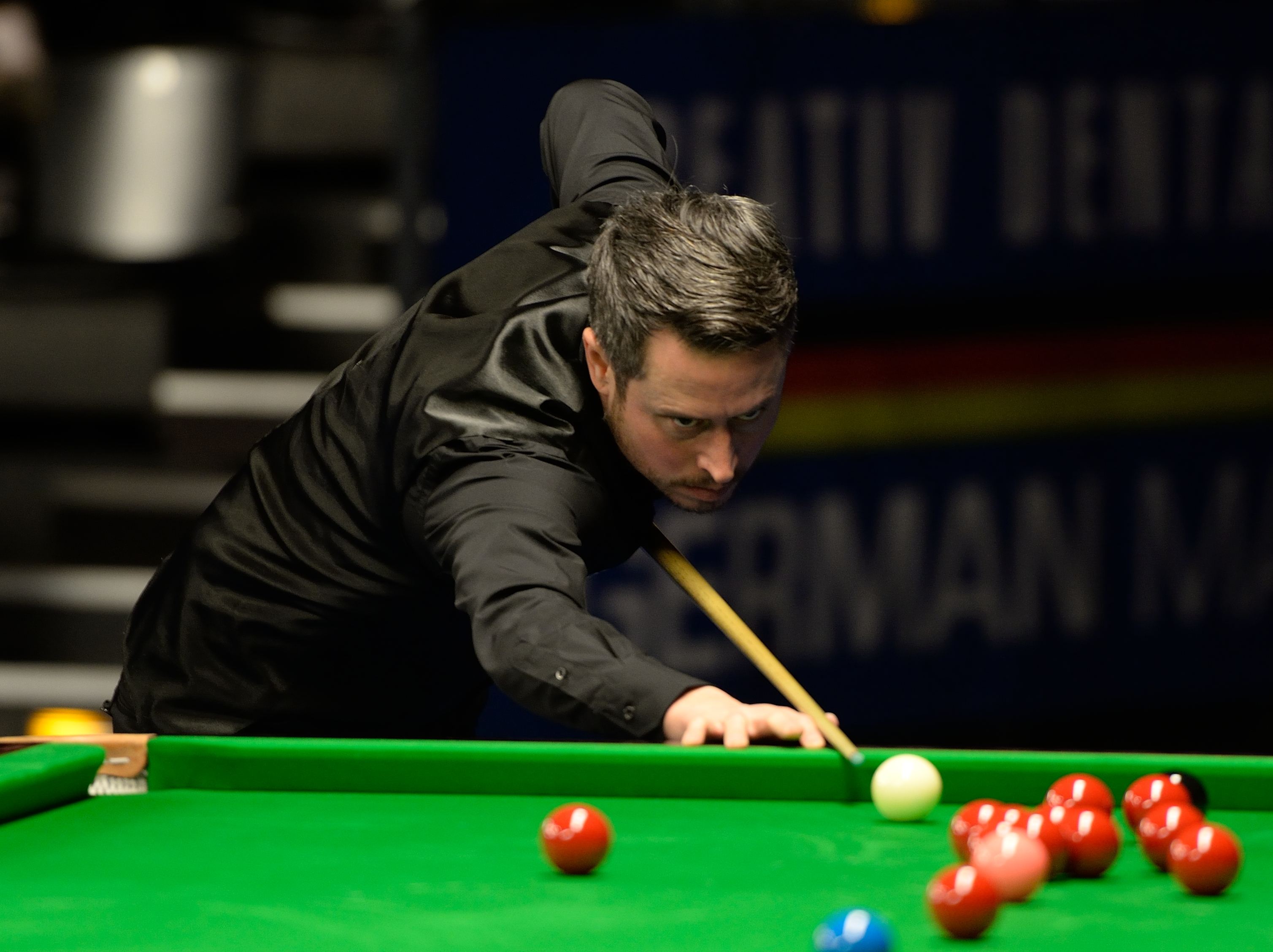
Альфи Бёрден, 2015 год

В профессиональном снукере он появился в 1994 году, а в 1998, на чемпионате мира вышел в основную стадию турнира. В 2007, на турнире China Open Альфи снова вышел в основную стадию, победив в квалификации Шоката Али, Рода Лоулера и Дэвида Грэя. Но в уайлд-кард раунде он уступил местному игроку Мэй Сивэню со счётом 2:5.
В 2009 году Бёрден стал первым за последние 11 лет англичанином, победившим на любительском чемпионате мира. В финале он выиграл у бразильца Игора Фигейрэдо со счётом 10:8.
Сейчас тренером Бёрдена является Ник Бэрроу, под его руководством Альфи выиграл IBSF World Championship 2009 года. На следующий сезон Бёрден получил путёвку в мэйн-тур.
Бёрден подписал новый 4-летний контракт с менеджерской компанией On Q Promotions. Эта компания ведёт таких игроков, как Джимми Уайт, Стивен Ли, Барри Хокинс, Джерард Грин и Роберт Милкинс. Теперь его делами занимается менеджер Пол Маунт.
11 октября 2016 года в квалификационной стадии турнира English Open, проиграв Дэниелу Уэллсу 3:4, в шестом фрейме Бёрден сделал максимальный брейк в 147 очков. В сентябре 2020 года, после выбывания из профессионального тура объявил о завершении карьеры.

## Личная жизнь
Бёрден до 16 лет играл за молодёжный состав лондонского «Арсенала». После неудачного подката соперника получил сложный перелом ноги и был вынужден завершить свою футбольную карьеру.

## Финалы турниров

### Финалы НЕ Рейтинговых турниров
| Результат | №  | Год  | Турнир          | Соперник по финалу | Счёт |
| --------- | -- | ---- | --------------- | ------------------ | ---- |
| Чемпион   | 1. | 1998 | PIOS - Турнир 1 | Энтони Дэвис       | 6–5  |